# Údrnice
Údrnice (v místním nářečí Oudrnice) jsou obec v okrese Jičín v Královéhradeckém kraji. Leží devět kilometrů jihozápadně od Jičína. Žije v ní 323 obyvatel.

## Historie
První písemná zmínka o obci pochází z roku 1318, kdy náležela Vokovi z Rotštejna a jeho manželce Rychce, kteří vedli spor s pány z Labouně o jejich protiprávní držbu části vsi. Páni z Labouně pravděpodobně spor vyhráli, protože se zde připomínají až do 15. století, kdy vlastnili zdejší tvrz s dvorem a od roku 1435 také hrad Brada. Roku 1511 panství koupil Mikuláš Trčka z Lípy, spojil je s Velišem, tvrz přestala být panským sídlem a brzy na to zanikla. Dochoval se z ní jen okrouhlý pahorek jižně od obce, zvaný Hrádek.

## Obyvatelstvo
| Rok            | 1869 | 1880  | 1890  | 1900  | 1910  | 1921 | 1930 | 1950 | 1961 | 1970 | 1980 | 1991 | 2001 | 2011 | 2021 |
| -------------- | ---- | ----- | ----- | ----- | ----- | ---- | ---- | ---- | ---- | ---- | ---- | ---- | ---- | ---- | ---- |
| Počet obyvatel | 982  | 1 044 | 1 079 | 1 074 | 1 009 | 952  | 893  | 581  | 494  | 394  | 357  | 287  | 276  | 287  | 321  |
| Počet domů     | 144  | 149   | 162   | 167   | 176   | 183  | 210  | 205  | 168  | 149  | 118  | 181  | 184  | 184  | 174  |

## Obecní správa
Mezi lety 1850–1988 byly Údrnice obcí v okrese Jičín. Od 1. ledna 1989 do 28. února 1990 patřily jako část města k Libáni a od 1. března 1990 jsou opět samostatnou obcí.

### Části obce
- Údrnice (k. ú. Údrnice a Údrnická Lhota)
- Bílsko (k. ú. Bílsko u Kopidlna)
- Únětice (k. ú. Únětice)

### Obecní symboly
Znak a vlajka byly obci uděleny rozhodnutím předsedy Poslanecké sněmovny Parlamentu České republiky dne 12. května 2016.

## Pamětihodnosti
- Kostel svatého Martina

## Galerie

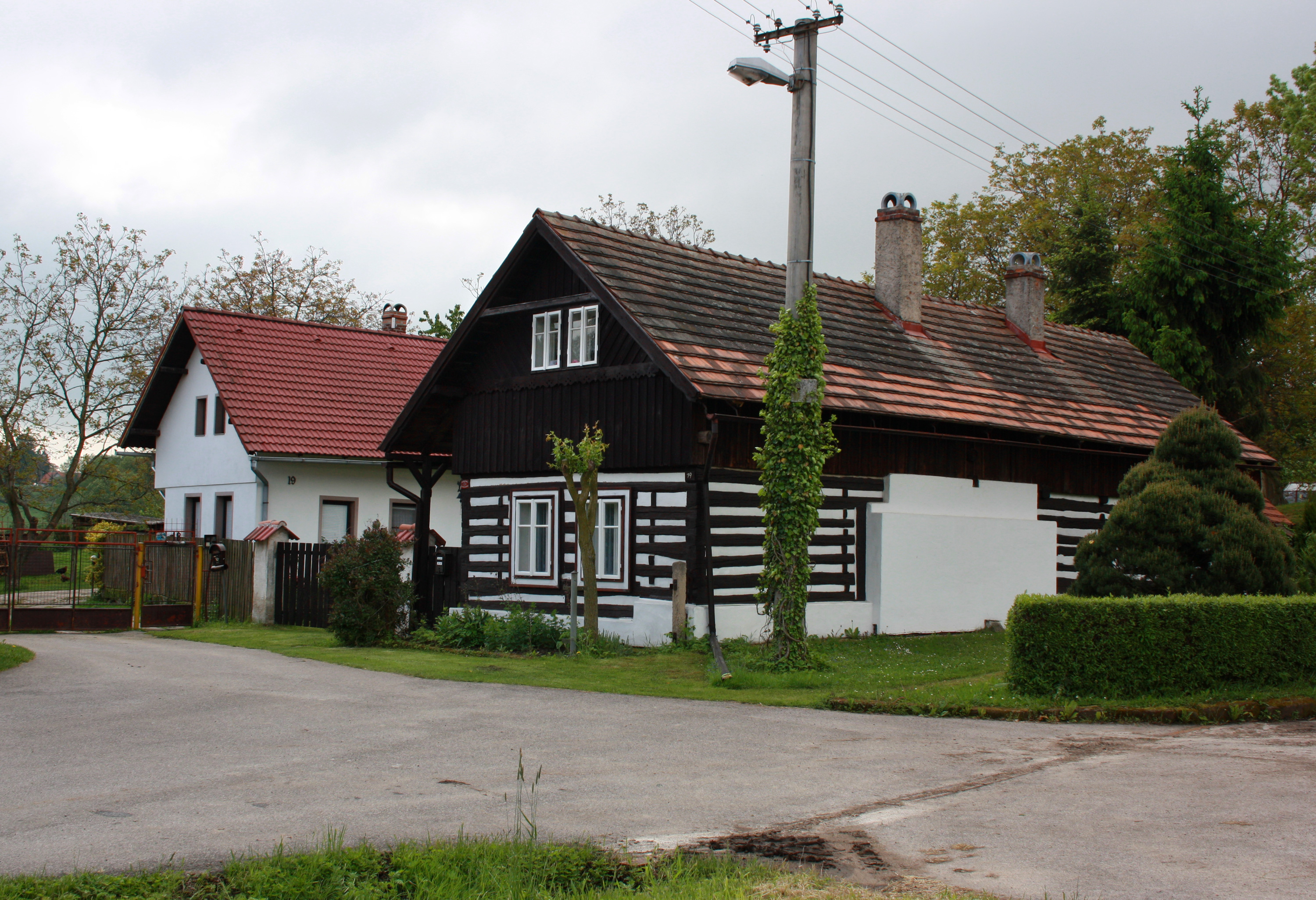
Chalupy na jihu
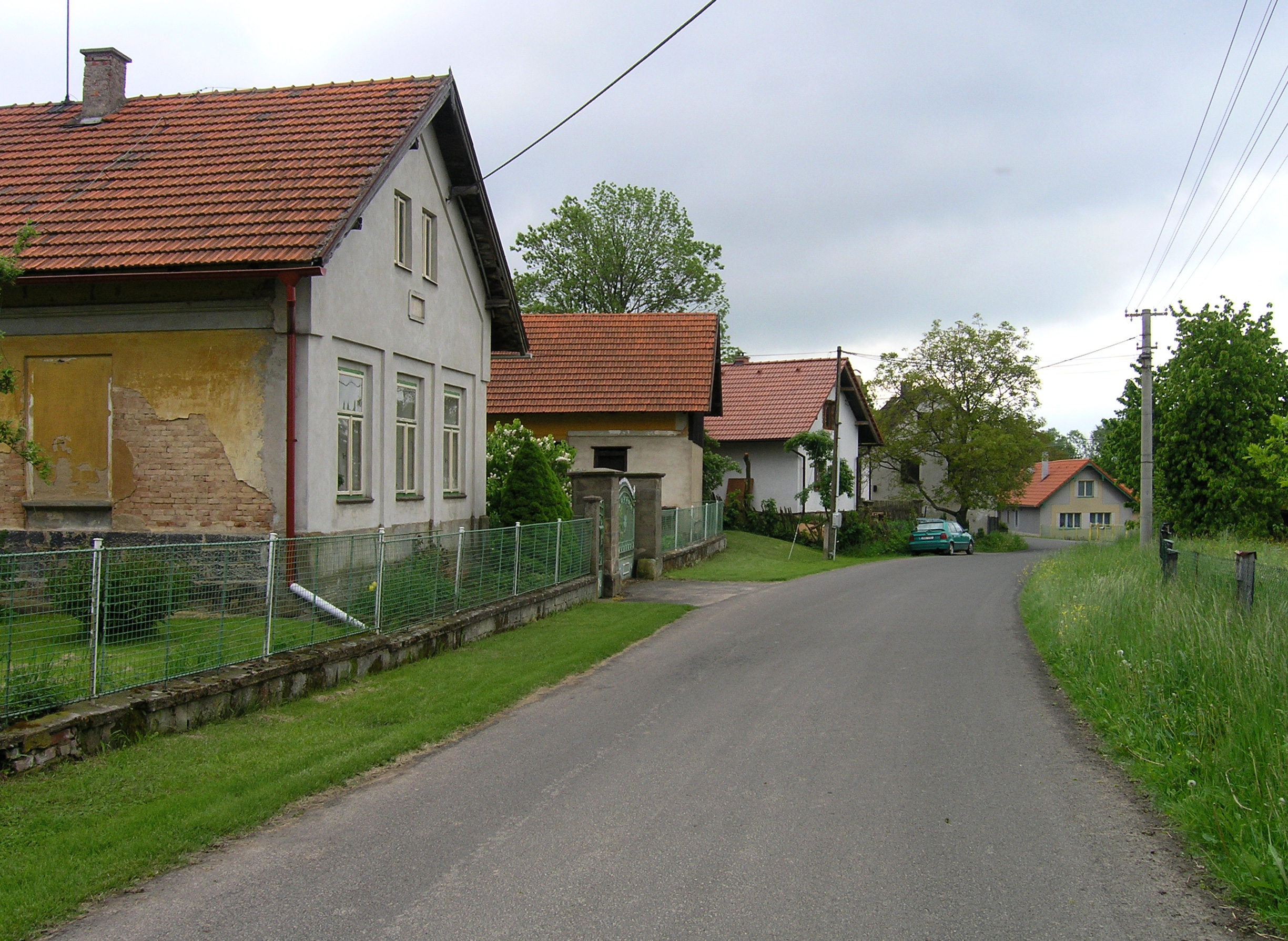
Hlavní ulice v Údrnické Lhotě